# Academia de Ciencias Agrícolas de Venezuela
La Academia de Ciencias Agrícolas de Venezuela (ACAV), ente adscrito al Ministerio del Poder Popular para Ciencia, Tecnología e Innovación.

## Función
Es el instrumento del pueblo venezolano para la articulación, gestión y ejecución de los procesos de formación, investigación, innovación y prestación de servicios especializados, que permitan dinamizar la producción agrícola en función de alcanzar la independencia tecnológica y garantizar la soberanía agroalimentaria.
Tiene carácter de Instituto Público, con personalidad jurídica y patrimonio propio, y en sus inicios estuvo adscrita al ministerio del Poder Popular de Agricultura y Tierras, además goza de las prerrogativas y privilegios establecidos en las leyes de la República.

## Objetivo
Constituye un ente académico, rector, asesor, orientador y evaluador de políticas en materia agroalimentaria emanadas del Estado, y será creada en el marco de la Constitución de la República a fin de dar cumplimiento a los artículos 91, 92, 93, 94, 95, 96, 97, 98, 99, 100 y 101 del Decreto N° 6.071 con Rango, Valor y Fuerza de Ley Orgánica de Seguridad y Soberanía Agroalimentaria y formará parte fundamental del Sistema Educativo Nacional y del Sistema Nacional de Ciencia, Tecnología e Innovación del Estado venezolano.

## Proyectos
Una de sus competencias es crear el Observatorio Nacional de Formación, Investigación, Desarrollo Tecnológico e Innovación Agrícola, como mecanismo de observación y seguimiento de estos procesos con el fin de identificar tendencias y prospectivas, fortalecer la visión estratégica de la Academia y emitir las recomendaciones pertinentes. Para finales del año 2014 se espera concluir los sistemas de software que se vienen desarrollando en los laboratorios informáticos de esta institución.

## Talento humano
La institución cuenta con un equipo multidisciplinario de profesionales, ingenieros y técnicos, los cuales se desempeñan en los diversos proyectos científicos. Cubren áreas de Ingeniería Geológica, Ingeniería Geofísica, Ingeniería Forestal, Ingeniería Agrícola, Ingeniería Industrial, Ingeniería de Sistemas, Ingeniería de Telecomunicaciones, Economía, entre otros.

## Tecnologías
La academia posee una plataforma tecnológica de última generación, que va desde laboratorios científicos para análisis químicos de suelos, sondas meteorológicas, GPS diferenciales, infraestructura de datos espaciales y geoportales para la interpretación multi-espectral de imágenes satelitales, georreferenciación y digitalización de metadatos.

## Convenios
Posee convenios de cooperación interinstitucional con Universidades Nacionales, con el Instituto Geográfico de Venezuela Simón Bolívar, con el Centro Nacional de Tecnologías de Información y con el Instituto Nacional de Meteorología e Hidrología.